# José Moreira (athlétisme)
Pour les articles homonymes, voir José Moreira et Moreira.
José Moreira (né le 5 mai 1980) est un athlète portugais, spécialiste du marathon.
Aux Championnats du monde à Berlin, il a réalisé son meilleur temps sur la distance en 2 h 14 min 5 s, le 22 août 2009, record amélioré de 52 s (9e à une seule seconde du 8e et 2e Européen).